# Distretto elettorale di Endola
Il distretto elettorale di Endola è un distretto elettorale della Namibia situato nella Regione di Ohangwena con 25.591 abitanti al censimento del 2011. Il capoluogo è la città di Endola.